# The Adventures of Andy Clark
The Adventures of Andy Clark è un serial muto del 1913-1914 diretto da Charles H. France. Ha per protagonista Andy Clark, in quegli anni l'attore bambino di punta degli Edison Studios.

## Produzione
Il serial cinematografico fu prodotto dagli Edison Studios.

## Distribuzione
Distribuito dalla General Film Company, il serial si componeva di dodici episodi.
1. Andy Gets a Job - 31 dicembre 1913
2. Andy Plays Hero - 14 gennaio 1914
3. Andy Goes on the Stage - 11 febbraio 1914
4. Andy, the Actor - 11 marzo 1914
5. Andy and the Hypnotist - 8 aprile 1914
6. Andy Plays Cupid - 13 maggio 1914
7. Andy Goes a-Pirating - 10 giugno 1914
8. Andy Has a Toothache - 8 luglio 1914
9. Andy Learns to Swim - 12 agosto 1914
10. Getting Andy's Goat - 9 settembre 1914
11. Andy and the Redskins - 14 ottobre 1914
12. Andy Falls in Love - 11 novembre 1914